# Lindansaren (musikalbum)
Lindansaren är det första studioalbumet av Mikael Wiehe & Co. Det är Wiehes femte album totalt.

## Låtlista
Text och musik av Mikael Wiehe förutom "Hallon, blåbär, lingon", med text av Christina Claesson.
Sida ett
1. "Lillan står i hagen" - 4:19
2. "Gökungen" - 4:09
3. "Hallon, blåbär, lingon" - 4:52
4. "Lindansaren" - 5:15

Sida två
1. "I min Toyota" - 5:15
2. "I väntan på livet...(Det kommer)" - 4:44
3. "Törnrosa" - 6:22
4. "Fågel Fenix" - 4:21

## Musiker
- Mikael Wiehe - sång, saxofon, synthesizer
- Jan Eric Fjellström - gitarr
- Johan Valentin - bas
- Hans Åkerheim - trummor
- Joakim Rooke - trummor, synthesizer
- Annie Bodelsson - synthesizer
- Björn Tiedemann - bakgrundssång
- Louise Fenger-Krog - bakgrundssång
- Greg FitzPatrick - syntprogrammerare

## Listplaceringar
| Lista (1983) | Topplacering |
| ------------ | ------------ |
| Sverige      | 9            |

### Fotnoter
1. ↑  ”Hitparad”. http://swedishcharts.com/showitem.asp?interpret=Mikael+Wiehe+%26+Co&titel=Lindansarem&cat=a. Läst 13 december 2011.